# 南雷格尼茨河
50°17′47″N 11°56′5″E / 50.29639°N 11.93472°E

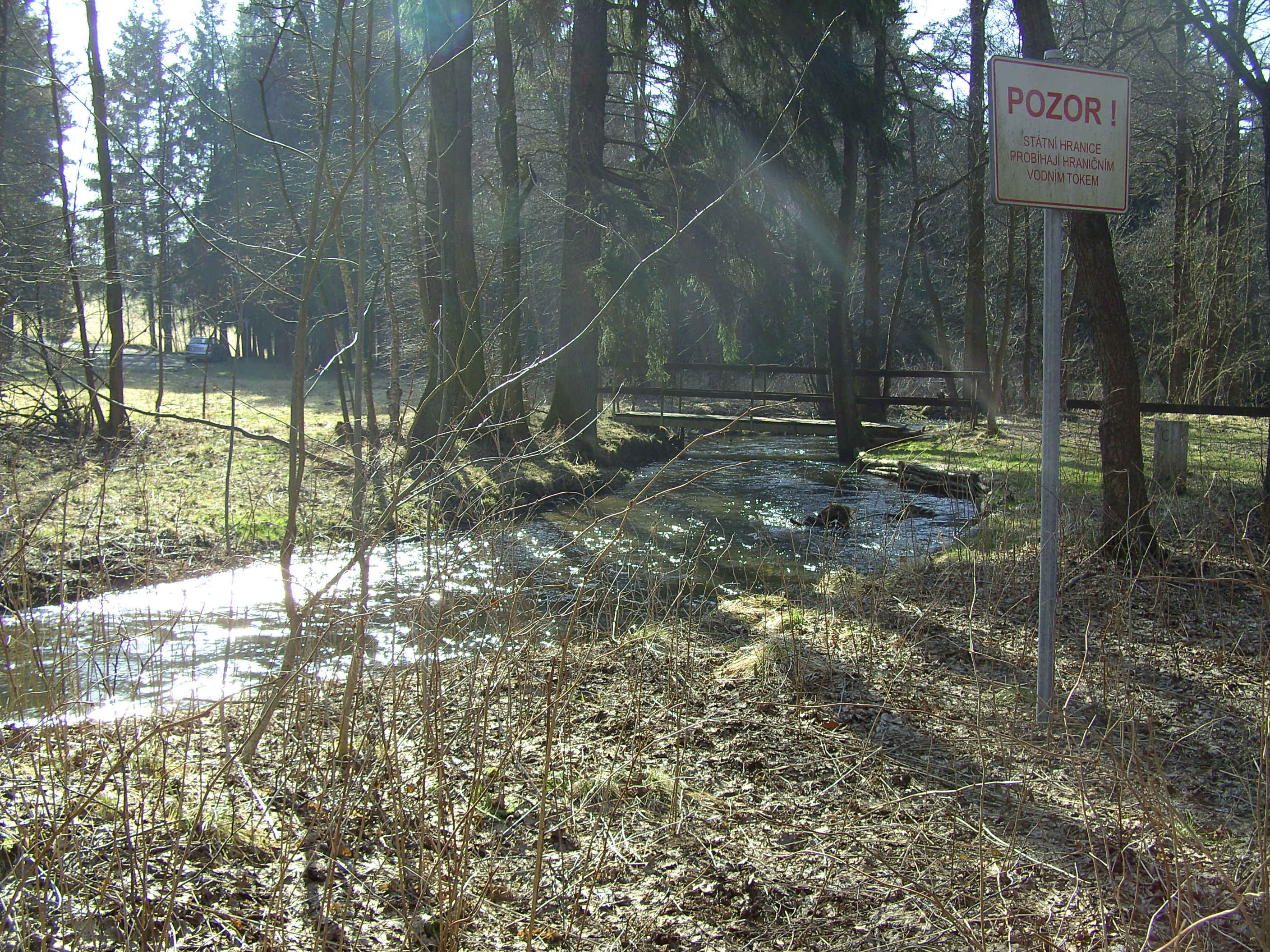
南雷格尼茨河

南雷格尼茨河（捷克語：Rokytnice），是中歐的河流，流經捷克和德國，屬於薩勒河的右支流，河道全長33.8公里，流域面積115平方公里，發源自赫拉尼采附近，河口處在霍夫附近。